# 第113独立領土防衛旅団 (ウクライナ領土防衛隊)
第113独立領土防衛旅団（だい113どくりつりょうどぼうえいりょだん、ウクライナ語: 113-та окрема бригада територіальної оборони、略称：113 ОБрТрО）は、ウクライナ領土防衛隊の旅団。第16軍団隷下。

## 概要

### ドンバス戦争
2018年10月3日、ドンバス戦争の影響に伴い、ウクライナ領土防衛隊の動員が開始され、ハルキウ州で創設された。

### ロシアのウクライナ侵攻

#### 北東部・ハルキウ戦線
2022年2月24日、ロシアのウクライナ侵攻ではロシアと国境を接する北東部ハルキウ州ハルキウ地区に配備され、5月にロシア軍を撃退してロシア国境まで押し戻した。

#### 北東部・イジューム戦線
2022年2月24日、第122独立領土防衛大隊が北東部ハルキウ州イジューム地区に配備された。団員のほとんどが侵攻前は実戦経験のない民間人でロシア軍との戦力差を考慮して26日に大隊長が撤退を許可したが、団員の30～40人ほどは残りウクライナ軍とイジューム防衛に参加した。3月15日にイジュームが包囲され、以後はロシア軍の嬲るような空爆や砲撃を受け、インフラは完全に破壊されて街中に住民の死体が散乱し、住民から「死体はどうすればいいのですか？」と質問される始末で街は地獄と化した。復讐心だけで28日間戦線を維持したが、損害で団員が9人となり、25日、26日と2日連続でロシア軍に市内に侵入されたため、これ以上は無理と感じて26日に撤退した。
2022年9月、北東部ハルキウ州チュフイウ地区に再配置され、旅団がクプヤンシク方面、第122大隊がイジューム方面で攻勢を開始し、ハルキウ州の大部分を解放した。第122大隊の団員は「ロシア軍は我々と違ってイジュームからすぐに逃げた」と述べた。

#### 東部・バフムート戦線
2023年2月、激戦地の東部ドネツィク州バフムート地区に再配置され、4月までバフムート南に展開した。ワグネル・グループが包囲しようと常に突撃してくるため、団員の多くが実戦の本当の厳しさを体感した。

#### 北東部・ハルキウ戦線
2023年4月、ロシアと国境を接する北東部ハルキウ州ハルキウ地区に再配置され、ハルキウ方面に展開した。

## 編制
- 旅団司令部（ハルキウ）
- 第120独立領土防衛大隊（デルガチ）
- 第121独立領土防衛大隊（ズミィウ）
- 第122独立領土防衛大隊（イジューム）
- 第123独立領土防衛大隊（クプヤンシク）
- 第124独立領土防衛大隊（ロゾヴァ）
- 第125独立領土防衛大隊（チュフイウ）
- 第209独立領土防衛大隊（ボホドゥキウ）

- 火力支援中隊
- 迫撃砲中隊
- 対破壊工作中隊
- 戦闘・後方支援隊
- 衛生隊